# Citheronia sinaloensis
Citheronia sinaloensis är en fjärilsart som beskrevs av Hoffmann 1942. Citheronia sinaloensis ingår i släktet Citheronia och familjen påfågelsspinnare. Inga underarter finns listade i Catalogue of Life.